# Согорки (Харовский сельсовет)
Со́горки — село в Харовском районе Вологодской области.
Входит в состав Харовского сельского поселения, с точки зрения административно-территориального деления — в Харовский сельсовет.
Расстояние до районного центра Харовска по автодороге — 6 км.
По данным переписи в 2002 году постоянного населения не было.

## Этимология
Словарь «Географические названия Вологодской области» содержит такое объяснение названия
СОГОРКИ, с. Харовского с/с Харовского р-на. Названо по местоположению, поскольку ойконим восходит к слову финно-угорского происхождения согра, с давних пор известному в севернорусских говорах в значении 'топкое болото с редким хвойным лесом' (Ф, III, 706), 'кочкарниковое болото, труднопроходимая сырая местность с редколесьем' (СМГТ, 205). В вожегодских говорах согра — 'сухой участок на болоте' (Субботина, 88). Селение, возникшее в таком месте, могло получить название Согра>Согорка. Форма мн. ч. ойконима свидетельствует о том, что процесс топонимизации сопровождался плюрализацией.
Ирма Муллонен указывает, что происхождение названия со́гра в настоящее время не установлено
В восточных вепсских говорах, тяготеющих ареально к Белозерью, обнаруживаются и показательные лексемы с широкими восточными ареальными связями (ср. вепс, sohring — сев.-рус. шогра ~ согра — коми согра ~ согра — мар. surgo — саам. *covr). Они не имеют удовлетворительной этимологии из живых финно-угорских языков и, видимо, должны быть признаны субстратным включением из вымершего финно-угорского языка, занимавшего промежуточное положение между мерянским языком на юге и саамским на севере.
Об этом же пишет А. К. Матвеев
В говорах Русского Севера есть апеллятив согра, шогра «заболоченный лес». Это слово Калима считает темным [Kalima 1919: 16-17]. Фасмер также оставляет без объяснения [Фасмер III: 706]. Однако оно имеет соответствия в саамских диалектах и в марийском языке, ср. саам. норв. soarve, Инари soarvi, Кильдин suerv- и др. «сухостойная сосна» с восстанавливаемой праформой *sō͘rvē [YS: 126—127], а также мар. шурго, шыргы «лес» [МРС: 746, 760]. В субстратной топонимии и заимствованном диалектном слове сохранилась древняя группа *gr (yr), которая подверглась переработке в волжско-финских, прибалтийско-финских и саамском языках (см. [Матвеев 1970а: 558—560]).